# Journal of Peptide Science
Das Journal of Peptide Science, abgekürzt J. Pept. Sci., ist eine wissenschaftliche Zeitschrift, die vom Wiley-Verlag veröffentlicht wird. Die erste Ausgabe erschien im Januar 1995. Derzeit erscheint die Zeitschrift monatlich. Sie ist die offizielle Zeitschrift der European Peptide Society. Es werden Artikel veröffentlicht, die sich mit der Isolierung, Charakterisierung, den Syntheseeigenschaften und den Anwendungen von natürlichen Peptiden beschäftigen.
Der Impact Factor lag im Jahr 2019 bei 1,877. Nach der Statistik des ISI Web of Knowledge wird das Journal mit diesem Impact Factor in der Kategorie analytische Chemie an 55. Stelle von 86 Zeitschriften und in der Kategorie Biochemie & Molekularbiologie an 238. Stelle von 297 Zeitschriften geführt.
Chefherausgeber war Luis Moroder, Max-Planck-Institut für Biochemie, Martinsried, Deutschland.